# Not Tonight
Not Tonight – trzeci singel raperki Lil’ Kim, promujący jej pierwszy album studyjny „Hard Core”. Gościnnie w piosence wystąpili Da Brat, Missy Elliot, Angie Martinez i Lisa Lopez. Piosenkę wydano 24 kwietnia 1997, a także znalazła się ona na soundtracku do filmu komediowego „Nic do stracenia”. Singel osiągnął #6 pozycję na Billboard Hot 100 i uzyskał status platyny, przyznanej mu przez RIAA, za sprzedaż w 1 mln egzemplarzy. Teledysk do piosenki kręcony był w Miami na Florydzie.

## Lista utworów

### U.S. CD maxi-single
1. „Not Tonight” (Remix)
2. „Crush On You” (Remix)
3. „Drugs"
4. „Not Tonight”
5. „Crush On You"
6. „Not Tonight” (Remix instrumental)
7. „Drugs” (Instrumental)
8. „Not Tonight” (Original instrumental)

### U.S. 12” vinyl single
1. „Not Tonight” (Remix)
2. „Not Tonight” (Instrumental remix)
3. „Drugs"
4. „Crush on You” (Remix)
5. „Crush on You” (Remix instrumental)
6. „Drugs” (Instrumental)

### U.S. promo single
1. „Not Tonight” (Remix radio edit)
2. „Not Tonight” (Remix)
3. „Not Tonight” (Remix Instrumental)
4. „Not Tonight”